# Pêro Escobar

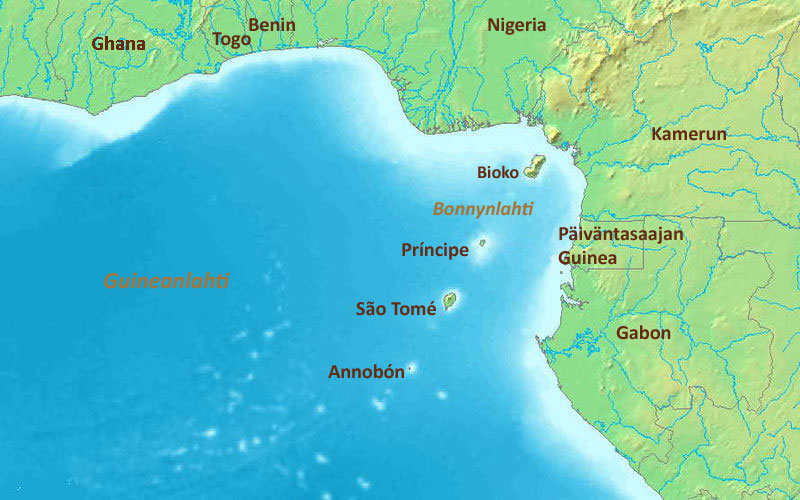
Souostroví Svatého Tomáše, Princův ostrov a Annobón, které Pêro Escobar s João de Santarém objevili.

Pêro Escobar, také Pedro Escobar (* 15. století - † 16. století) byl portugalský mořeplavec a objevitel ve službách bohatého portugalského obchodníka Fernão Gomese, který měl koncesi na průzkum a obchod v Guinejském zálivu. V roce 1471 plul s João de Santarémem podél Guineje směrem na východ. V ústí řeky Comoé a Volta zjistil, že jejich voda obsahuje spoustu zlata a proto zde zřídili obchodní osadu a území nazvali Zlatonosné pobřeží, dnes je zde pobřeží Ghany. V prosinci roku 1471 objevil spolu s João de Santarémem ostrovy Svatý Tomáš, Princův ostrov a Annobón.
Na přelomu roku 1481 a 1482 se účastnil výpravy Diogo Cão, která založila na Zlatonosném pobřeží pevnost São Jorge da Mina (Elmina). Odtud pluli k jihu, kde objevili ústí řeky Kongo a poblíže postavili první padrão (kamenný pilíř ve tvaru kříže, nazývaných též padraun). Poté pokračovali dále na jih až k mysu Santa Maria, jižně od Benguely na 13°30´ jižní šířky, kde postavil druhé padrão. Na zpáteční cestě vpluli do ústí Konga a pokusil se proniknout proti proudu řeky. Po jeho návratu do Portugalska zavládlo v zemi mínění, že co nejdříve bude nalezena cesta do Indie, proto král Jan II. odmítl nabídku Kryštofa Kolumba dostat se do Indie západním cestou.
V roce 1497 se účastnil první výpravy Vasca da Gamy, jako kapitán karavely Bérrio na cestě do Indie. V roce 1500 se také 
účastnil výpravy Pedra Cabrala do Brazílie..